# Більче (Стрийський район)
Бі́льче — село в Україні, у Стрийському районі Львівської області. Розташоване за 37 кілометрів від райцентру Стрий, а за 7 кілометрів від села є залізнична станція Більче-Волиця. Населення у Більче становить 1684 особи.

## Історія
Перше згадка про село у друкованих джерелах датується 1466 роком. Той рік прийнято вважати першим для села Більче. Археологічні знахідки на території села свідчать про те, що люди тут мешкали ще в часи енеоліту. Поблизу села, в урочищі Запуст, збереглися і міські руїни XII—XIII сторіч. Дитинець знаходився в ур. Башта. Це руське містечко знищили монголо-татари. А вже на його руїнах постало сучасне Більче, з присілком Городище.

### Церква святих Косми і Дем'яна
Відомо, що 1515 року село мало власну парафіяльну церкву. Вона також була зруйнована татарами, тож селяни 1667 року збудували інший храм. Він проіснував до 1872-го.
Сьогодні у центрі села з 1885 року (за іншими даними з 1881 р.) стоїть дерев'яна церква Косми і Дем'яна. Вівтарна частина накрита пірамідальним низьким дахом з глухим ліхтарем і маківкою. З восьмерика цього ліхтаря відходить металева димова або вентиляційна труба. З двосхилого даху нави здіймається четверикова вежа, вкрита таким же дахом, який завершений прозорим ліхтарем. До південної та східної стін вівтаря прибудовані ризниці. Бабинець має величезні арочні вікна, через які можна заглянути всередину церкви. На західній околиці Більче стоїть ще один — мурований храм. У північно-західному кутку подвір'я стоїть триярусна, оборонного типу дерев'яна дзвіниця з арковою галереєю, накрита традиційним шатровим дахом. За переказами, старша церква була розібрана й перевезена до сусіднього села Криниця.

## Визначні вихідці
- Зарицький Олексій — священик УГКЦ, Апостольський адміністратор Казахстану й Сибіру, репресований радянською владою. Зарахований до лику блаженних 2001 року папою Іваном Павлом ІІ.
- Городецький Ілля (1910-1986) - відомий український громадсько-політичний діяч і провідний член Українського Патріархального Товариства на терені Сиракуз.
- Стибель Володимир Володимирович (* 1968) — доктор ветеринарних наук, професор, ексректор Львівського національного університету ветеринарної медицини та біотехнологій імені С. З. Ґжицького.
- Трунквальтер Василь Миколайович — лікар, генеральний директор КНП «8-а міська клінічна лікарня м. Львова».
- Карпин Галина Миколаївна - викладач Краківської музичної академії.
- Іськів Галина Іванівна - директор Центру австрійсько-українських культурних досліджень в Австрії.
- Саламін Наталія Романівна - художниця.
- Яворський Юліян Андрійович — поет, літературознавець москвофільської орієнтації, досліджував давню українську літературу та фольклор.
- Карпин Василь Іванович - футболіст радянський та український футболіст, що виступав на позиції нападника